# Ca l'Oller (Barcelona)
Ca l'Oller fou un antic mas, situat a l'interior del recinte del Complex Esportiu de Trinitat Vella, a la Via de Barcino núm. 84-86, al districte de Sant Andreu de la ciutat de Barcelona. Fou destruït durant la Guerra del Francès.

## Història
Les notícies històriques sobre aquesta zona són molt escasses: les primeres daten del s. XV, i ens parlen de la construcció de la capella de la Santíssima Trinitat (1413), i de l'aixecament de les forques jurisdiccionals de Barcelona en aquest indret (1445). No es coneix cap dada sobre el Coll de Finestrelles fins al fatídic 1808, any en què les tropes franceses van arrasar gran part del terme de Sant Andreu de Palomar: la capella de la Trinitat, juntament amb una sèrie de masos van ser incendiats. La població del municipi de Sant Andreu va romandre essencialment agrícola i ramadera fins ben entrat el segle xx, coexistint aquesta activitat econòmica amb les petites indústries que des de la dècada del 1920 van sorgir. El barri de la Trinitat no va esdevenir una excepció, i fins a la dècada del 1950 no va canviar radicalment l'aspecte desèrtic i camperol de la Trinitat, moment en què gran part de les vinyes van desaparèixer per construir blocs d'habitatges i per convertir la part més alta en presó.

## Intervenció arqueològica
El 2005 es va dur a terme una intervenció arqueològica on, es documentaren diferents estructures, pertanyents a tres moments cronològics, que són un reflex de l'evolució que ha viscut el municipi de Sant Andreu des de l'època moderna fins als nostres dies. En primer lloc foren registrades una sèrie d'estructures que daten de l'entorn del s. XVII; es tractava de tres estructures: un mur parcialment documentat i mutilat, un paviment de calç molt malmès, i una possible rasa de fonamentació d'un mur actualment inexistent. Aquestes tres estructures, probablement, formarien part d'alguna estança del mas de Ca l'Oller. Una segona fase es va ubicar al segle xviii, on es continuà documentant l'activitat agrària a partir de les estructures localitzades que es van interpretar com a feixes o terrasses. D'època contemporània (finals del s. XIX – inicis s. XX) es documentaren diverses estructures, que podrien estar relacionades amb diverses activitats industrials, on l'aigua esdevindria un recurs estratègic. Aquest grup el conformen dos dipòsits, amb l'interior arrebossat amb morter hidràulic i una estructura identificada com un arc de descàrrega. També es va documentar un paviment de calç de planta lleugerament ovalada i de gran duresa, assentat sobre el terreny natural, de cronologia, probablement, molt moderna. La seva funcionalitat era desconeguda, però podria tractar-se de les restes d'un dipòsit per al processament de la calç.